# Tetra Brik

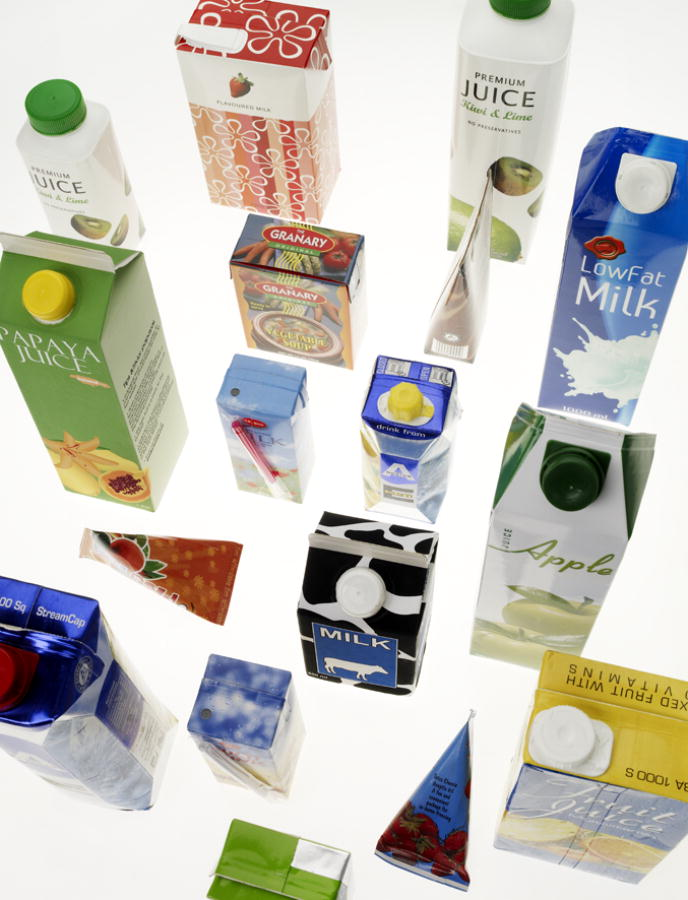
Embalagens da Tetra Pak.

Tetra Brik é uma embalagem tipo longa vida produzida pela empresa multinacional de origem sueca Tetra Pak, em formato de tijolo (brick, em inglês).
A embalagem Tetra Brik foi introduzida em 1963, após um longo processo de desenvolvimento tendo como ponto de partida a Tetra Classic, uma embalagem de material semelhante mas em formato tetraédrico, de onde vem o nome "Tetra" da linha de produtos. A primeira embaladeira Tetra Brik passou a operar em Motala, na Suécia central. Graças ao uso eficiente de espaço e materiais, e à melhor distribuição e estocagem permitidos pelo seu formato retangular, a Tetra Brik se tornou em pouco tempo um campeão de vendas tanto na Suécia como internacionalmente, principalmente a partir da década de 1970 em diante.

## Descrição
A embalagem Tetra Brik cria uma barreira especial de seis camadas contra micro-organismos, o que confere a característica de longa durabilidade dos produtos nela embalados. As quatro primeiras protegem de fato o leite.
As camadas da Tetra Brik são de diferentes materiais, assim divididos (iniciando de dentro para fora):
- Duas camadas de plástico (protege o produto e evita contato com as demais camadas);
- Uma camada de papel-alumínio (evita a passagem de oxigênio, luz e a contaminação do meio externo);
- A quarta camada, também de plástico, seguida da quinta camada, de papel, que dá sustentação à embalagem e permite a inscrição das informações e descrição da marca fabricante.
- Por fim, uma última camada externa de plástico que protege esta quinta camada de papel.

Tendo sido devidamente esterilizado e estando adequadamente protegido pela embalagem, o produto longa vida é totalmente seguro e saudável para o consumidor. Os produtos longa vida não precisam ser armazenados na geladeira antes de abertos. O tratamento pelo qual o produto passa na indústria, chamado de ultrapasteurização UHT, elimina todos os micro-organismos que poderiam contaminá-lo. Além disso, a embalagem longa vida constitui uma perfeita barreira contra a entrada de agentes que prejudicam a qualidade do leite, como bactérias, luz, ar, etc.
Depois de aberto, o produto da caixinha entra em contato com o meio ambiente, podendo sofrer contaminação e estragar rapidamente. Portanto, o produto longa vida deve ser armazenado em geladeira após aberto. A baixa temperatura da geladeira conserva o produto por mais tempo depois de aberto, pois reduz a atividade dos micro-organismos.

## Impacto ambiental
Desde o início de sua produção, houve considerável preocupação por parte dos ambientalistas e da empresa com o fato de ser um produto de difícil reciclagem, devido a ter várias camadas de diferentes materiais. O próprio fabricante precisou se envolver na criação de tecnologias para permitir a reciclagem do material.
A Tetra Pak passou a operar de forma limitada na reciclagem desde meados da década de 1980, tendo introduzido um programa de reciclagem para suas embalagens no Canadá em 1990. Em 2000, a Tetra Pak investiu Bt20m (500.000 euros) na primeira planta de reciclagem de embalagens assépticas do sudeste da Ásia, na Tailândia.
Após o processamento, as embalagens Tetra Pak resultam em alumínio e parafina, que podem ser reaproveitados na indústria.
Em 2010, 30 mil milhões de embalagens Tetra Pak usadas foram recicladas, o dobro em relação a 2002. Em 2011, 20% das embalagens Tetra Pak passaram a ser recicladas em nível global, com países como Bélgica, Alemanha, Espanha e Noruega apresentando taxas locais de reciclagem de mais de 50%.